# Креса
Креса (фр. Cressat) насеље је и општина у централној Француској у региону Лимузен, у департману Крез која припада префектури Гере.
По подацима из 2011. године у општини је живело 565 становника, а густина насељености је износила 17,29 становника/km². Општина се простире на површини од 32,68 km². Налази се на средњој надморској висини од 520 метара (максималној 546 m, а минималној 340 m).

## Демографија
| 1962. | 1968. | 1975. | 1982. | 1990. | 1999. | 2011. |
| ----- | ----- | ----- | ----- | ----- | ----- | ----- |
| 648   | 765   | 702   | 647   | 552   | 523   | 565   |

График промене броја становника у току последњих година